# Wahlen in Luzern-Littau 2009
Die Stadtregierungs- und Stadtparlamentswahlen in Luzern und Littau fanden am 14. Juni 2009 statt, nachdem die Bevölkerung von Littau am 17. Juni 2007 beschlossen hatte, mit Luzern zu fusionieren. Dabei wurde an diesem Tag die gemeinsame Regierung und das gemeinsame Parlament gewählt, das am 1. Januar 2010 eingeführt wurde.

## Wahlresultate

### Stadtparlamentswahl
Bei den Parlamentswahlen ging die Sozialdemokratische Partei mit den Jungsozialisten mit elf Sitzen auch im neuen Stadtparlament als stärkste Kraft hervor, verlor aber drei Sitze gegenüber dem vorherigen Wahlergebnis. Gefolgt wurden die Sozialdemokraten von der Christlichdemokratischen Volkspartei mit zehn Sitzen, die zwei Sitze gewonnen hat, und der FDP mit neun Sitzen, die einen Sitz gewonnen hat. Die Grünliberale Partei schaffte ein Einzug ins Stadtparlament mit drei Sitzen. Die Schweizerische Volkspartei verlor zwei ihrer neun Sitze und schloss die Wahl mit sieben Sitzen ab.
Die Anzahl der Sitze im Stadtparlament blieb unverändert bei 48 Sitzen. Insgesamt haben sich 224 Personen aus Littau und Luzern auf 14 Listen beworben.

### Stadtratswahl
Die Stadtratswahl bestimmte die Stadtregierung. Fünf Sitze wurden dabei vergeben, wobei im ersten Wahlgang am 15. Juni 2009 lediglich vier bisherige Luzerner Stadträte wiedergewählt wurden. Der Littauer Gemeindeammann Stefan Roth der Christlichdemokratischen Volkspartei verpasste den Einzug in die gemeinsame Stadtregierung, da ihm 96 Stimmen fehlten, um das absolute Mehr zu erreichen.
| Kandidat                  | Resultat |
| ------------------------- | -------- |
| Urs W. Studer (parteilos) | 12'905   |
| Ruedi Meier (Grüne)       | 11'316   |
| Ursula Stämmer-Horst (SP) | 9'771    |
| Kurt Bieder (FDP)         | 8'089    |

Urs W. Studer wurde ohne Gegenkandidaten mit 10'189 Stimmen als Stadtpräsident bestätigt. Vereinzelte Personen erhielten 208 Stimmen. Die Wahlbeteiligung lag bei den Stadtratswahlen bei 32,1 Prozent. Das absolute Mehr lag bei 8023 Stimmen. Folgende Personen haben dies nicht erreicht: Stefan Roth (CVP, 7'927 Stimmen), Stefanie Wyss (Junge Grüne, 4'633 Stimmen), Stocker Beat (parteilos, 3'804 Stimmen), David Roth (Jungsozialist, 3'383 Stimmen), René Kuhn (SVP, 2'346 Stimmen).
Da nur vier Personen das absolute Mehr erreicht hatten, hätte es einen zweiten Wahlgang geben sollen. Für den zweiten Wahlgang mussten sich wiederum Kandidaten bewerben. Stefan Roth wurde jedoch am 19. Juni 2009 als gewählter fünfter Stadtratsmitglied bestimmt, nachdem niemand ausser Roth die Kandidatur für den zweiten Wahlgang eingereicht hatte.